# Лопухин, Владимир Борисович
Владимир Борисович Лопухин (27 мая 1871, Ярославль — 1941, Ленинград) — директор Департамента общих дел Министерства внутренних дел (19.01.1917 — 28.10.1917). Действительный статский советник (1913), камергер (1914). Организатор и активный участник противостояния между русскими дипломатами и представителями советской власти. Единственный высший чиновник царского МИДа, который не эмигрировал из СССР. В 1927—1933 годах написал «Записки бывшего директора департамента Министерства иностранных дел», являющиеся ценным историческим источником.

## Биография
Из старинного дворянского рода Лопухиных. Отец — видный судебный деятель Борис Алексеевич Лопухин (1844—1897), женатый на Вере Павловне, урождённой Протасьевой. Кроме Владимира, старшего ребёнка, в семье родились ещё двое детей: Евгений (1878 — после 1940) и Вера (1883 — ?).
Среднее образование получил в Ярославской классической гимназии. Его однокашником был будущий знаменитый певец Леонид Собинов.
В 1894 году окончил физико-математический факультет Императорского Санкт-Петербургского университета с дипломом 1-й степении и был оставлен (без стипендии) на кафедре астрономии для продолжения научных занятий под руководством профессора С. П. Глазенапа.
По протекции министра юстиции Н. В. Муравьёва 29 июня 1894 года определён в тарифное отделение Департамента железнодорожных дел Министерства финансов на должность канцелярского чиновника. Назначен счётным чиновником 22 сентября 1894 года, а 20 февраля 1895 года произведён в чин коллежского секретаря, со старшинством с 10 июня 1894 года. Занимался расчётами впервые вводившегося поясного пассажирского тарифа и проверкой стоимости проездных билетов.
4 мая 1895 года перешёл в Департамент торговли и мануфатур Министерства финансов. В связи с подготовкой Всероссийской промышленно-художественной выставки в Нижнем Новгороде назначен 1 июня 1896 года старшим помощником делопроизводителя Комиссии по заведованию устройством Всероссийской выставки 1896 года, где редактировал журналы выставочной комиссии и её подкомиссий. 26 июня 1896 года назначен старшим делопроизводителем канцелярии генерального комиссара Выставки В. И. Тимирязева в Санкт-Петербурге с поручением делопроизводства по международным выставкам и взаимодействия с представителями прессы.
В конце декабря 1896 года перешёл в Государственный контроль, в котором с 15 января числился младшим ревизором Департамента гражданской отчётности по ревизии расходов Главного управления неокладных сборов и казённой продажи питей. «За особые труды» по Нижегородской выставке 19 мая 1897 года получил чин титулярного советника, со старшинством с 10 июня 1897 года. В конце1897 года по предложению Н. А. Малевского-Малевича перешёл на службу в Министерство иностранных дел на должность делопроизводителя 8-го класса Департамента внутренних сношений. Главным служебным занятием Лопухина в течение четырёх с половиной лет стало составление и редактирование «Сборника консульских донесений», первый номер которого вышел 3 января 1898 года.
Оценив дальнейшие перспективы на дипломатическом поприще, Лопухин 27 февраля перевёлся в Государственную канцелярию по протекции её руководителя, государственного секретаря В. К. Плеве, на должность делопроизводителя 7-го класса Отделения промышленности, наук и торговли.
19 ноября 1902 года за выслугу лет получил чин надворного советника, со старшинством с 10 июня 1902 года, а 1 января 1905 года — чин коллежского советника.
9 апреля 1905 года Лопухину поручили принять участие в обеспечении делопроизводства Особого совещания под председательством И. Л. Горемыкина о мерах к укреплению крестьянского землевладения. С 19 мая 1905 года — старший делопроизводитель.
Уволен приказом НКИД от 13 (26) ноября 1917 года. Занимал должность помощника управляющего делами Всероссийского бюро снабжения железнодорожников в Петрограде. В 1935 году был арестован и выслан в Тургай (Казахстан). В 1940 году вернулся в Ленинград.
Умер в блокадном Ленинграде в ноябре 1941 года. Похоронен на Смоленском православном кладбище.

## Семья
- Внук — Евгений Дмитриевич Скобов (род. 1940), советский и российский ученый-кораблестроитель, специалист в области морского приборостроения.